# 4140 Branham
4140 Branham (1976 VA) là một tiểu hành tinh vành đai chính được phát hiện ngày 11 tháng 11 năm 1976 bởi Felix Aguilar Observatory ở Leoncito.